# Ligne de tramway 71 (SNCV Groupe de Charleroi)
La ligne 71 est une ancienne ligne de tramway du réseau de Charleroi de la Société nationale des chemins de fer vicinaux (SNCV) qui reliait Charleroi à Mont-sur-Marchienne entre 1887 et 1959.

## Histoire

### Charleroi-Sud - Mont-sur-Marchienne Place
La ligne est mise en service en traction vapeur le 3 juin 1887 entre la gare de Charleroi Sud et Mont-sur-Marchienne Place (nouvelle section, capital 9), l'exploitation est assurée par la société anonyme des Railways économiques de Liège-Seraing et extensions (RELSE),.
Le 28 mars 1901, la ligne est électrifiée. Plus tard en 1904 l'exploitation est reprise par la société des Tramways électriques du pays de Charleroi et extensions (TEPCE) filiale des RELSE qui exploite d'autres lignes vicinales ainsi que son propre réseau à Charleroi.
La ligne ne connait alors aucune grande modification jusqu'en 1931, en 1923, la SNCV reprend à son compte l'exploitation, la ligne se voit également attribuer l'indice M  vers 1920 puis 70 le 1er juillet 1928,.

### Charleroi-Sud - Mont-sur-Marchienne Gadin
Le 10 mai 1931, la ligne est prolongée de la place de Mont-sur-Marchienne au Gadin (nouvelle section, capital 9) avec un nouveau service 71 Charleroi Sud - Mont-sur-Marchienne Gadin, le 70 est maintenu et devient un service partiel du premier,.

### Charleroi-Sud - Mont-sur-Marchienne Place
Le 1er mai 1956 sont mises en service deux lignes d'autobus de complément au tramway, elles prennent à cette date ou ultérieurement les n°170 et 171, puis après le 31 janvier 1957, le service 71 est supprimé entrainant la fermeture à tout-trafic des voies entre Mont-sur-Marchienne Place et le Gadin, les deux lignes d'autobus de complément assurent maintenant le trafic principal, le service de tramway 70 qui garde son itinéraire devient un service de renfort en heure de pointe, à l'été 1958, le service est assuré de la manière suivante,, :
- 70 (tramway) Charleroi Sud - Mont-sur-Marchienne Place, service de renfort exploité au quart d'heure de 6h04 à 8h04, 12h15 à 16h00 et de 16h19 à 18h18 ;
- 170 (autobus) Charleroi Ville Haute - Mont-sur-Marchienne Place des Haies ;
- 171 (autobus) Charleroi Ville Haute - Montigny-le-Tilleul Cité de Bomerée.

### Suppression
Le 6 avril 1959, le service 70 est supprimé entrainant la fermeture à tout-trafic des voies entre Marcinelle Avenue Paul Pastur (carrefour avec la rue de la Villette) et Mont-sur-Marchienne Place, seuls subsistent les services d'autobus 170 et 171 qui prennent à cette date ou dans les années qui suivent les indices 70 et 71,,. Ces deux lignes sont toujours exploitées sous ces indices.

## Exploitation

### Horaires
Tableaux :
- 438 en 1931, numéro (438A) partagé avec la ligne 54 (438B) Charleroi - Mont-sur-Marchienne (Point-du-Jour)[5] ;
- 879 en 1958, numéro et tableau partagé entre les deux lignes d'autobus 170 Charleroi - Mont-sur-Marchienne, 171 Charleroi - Montigny-le-Tilleul et le service de renfort en tramway 70 Charleroi - Mont-sur-Marchienne[3].